# Вильямс, Василий Робертович
Васи́лий Ро́бертович Ви́льямс (имя при рождении — Уильям; 27 сентября [9 октября] 1863, Москва — 11 ноября 1939, Москва) — русский и советский почвовед-агроном, академик Академии наук СССР (1931), АН БССР (1929), ВАСХНИЛ (1935). Один из основоположников агрономического почвоведения.
Член ВКП(б) с 1928 года, депутат Моссовета и Верховного Совета СССР 1-го созыва. Лауреат премии им. В. И. Ленина (1931). Герой Труда.

## Биография
Сын инженера Роберта Оскара Вильямса (1819—1876/1877), гражданина США, эмигрировавшего в Россию в 1852 году, и Елены Васильевны Голицыной (1832—1902). Родители поженились в 1855 году.  Отец строил мосты Николаевской железной дороги; он умер, когда Василию было 14 лет, и чтобы помочь матери, Василий Робертович рано начал давать частные уроки. 
Окончил реальное училище Карла Мазинга (1883), Петровскую сельскохозяйственную академию (1888). На третьем курсе профессор Анатолий Фадеев, у которого Вильямс работал в то время, предложил ему организовать научно-исследовательскую лабораторию и заведовать опытным полем. Был оставлен при академии и направлен в командировку (Франция, Германия).
В мае 1889 года принял российское подданство и в декабре был причислен к Министерству государственных имуществ.
С 1891 года стал читать в Петровской академии курс общего земледелия. В январе 1894 года защитил магистерскую диссертацию «Опыт исследования в области механического анализа почв». В августе 1894 года, когда вместо академии был открыт Московский сельскохозяйственный институт, Вильямс был назначен адъюнкт-профессором по кафедре почвоведения и общего земледелия; с июня 1897 года — профессор. В 1894 году ездил в США и Канаду.
Был директором Сельскохозяйственного института с мая 1907 года по ноябрь 1908-го, а в 1922—1925 годах — ректор ТСХА. В 1927—1934 годах принимал участие в составлении «Технической энциклопедии» в 26-и томах под редакцией Л. К. Мартенса, автор статей по тематике «почвоведение».

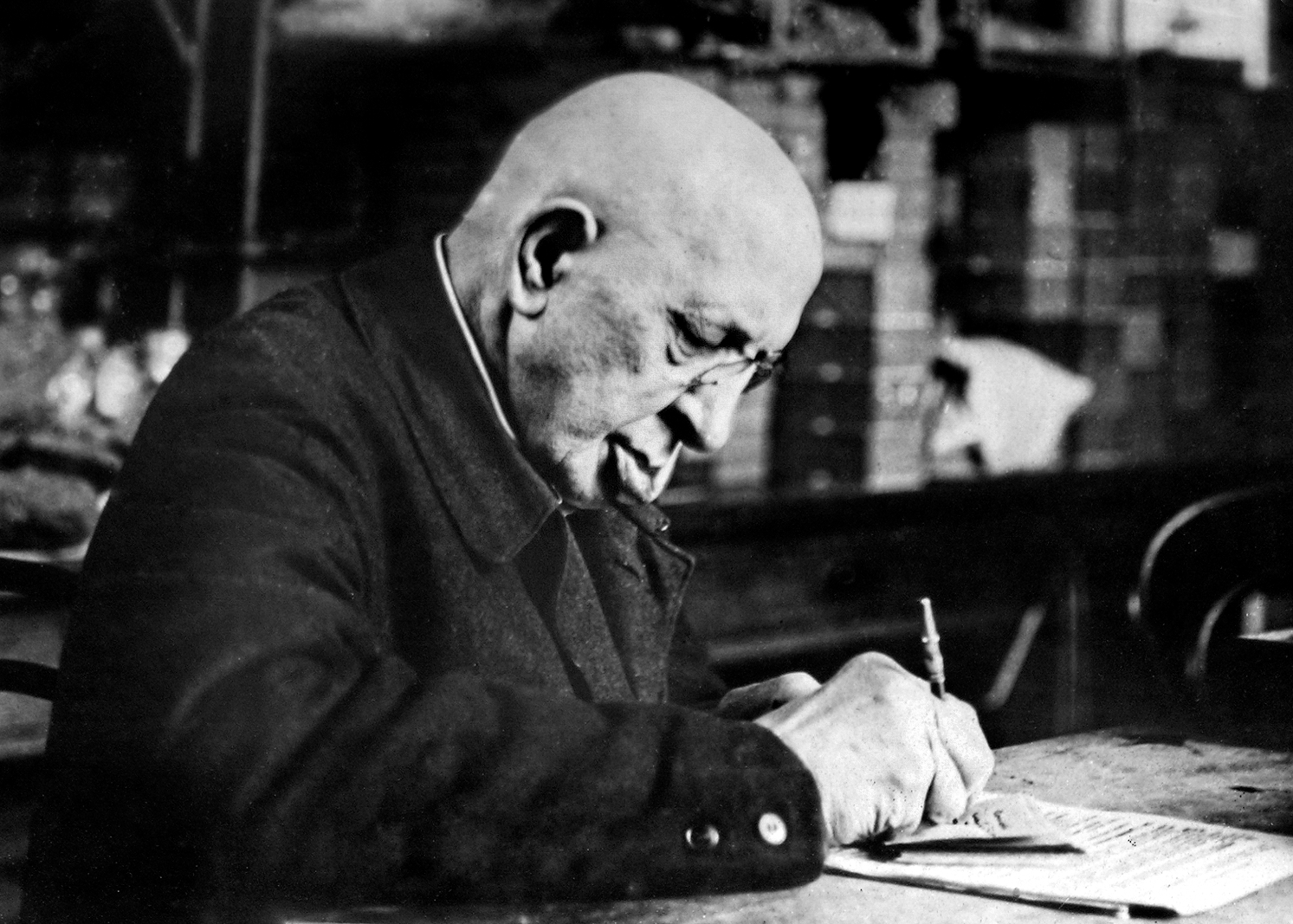
В. Р. Вильямс, 1930-е

В 1904 году заложил в институте питомник, в котором собрал коллекцию злаковых и бобовых трав. В 1911 году основал курсы по луговодству. В 1914 году основал под Москвой (ныне это территория города Лобни, у платформы Луговая) опытную станцию по изучению кормовых растений и кормовой площади (с 1922 года — Государственный луговой институт, в 1930 году переименован во Всесоюзный, а в 1992-м — во Всероссийский научно-исследовательский институт кормов); сегодня он носит имя В. Р. Вильямса. Его имя также носит Казахский научно-исследовательский институт земледелия.
Похоронен на Тимирязевском кладбище в дендрологическом саду парка Тимирязевской сельскохозяйственной академии, на территории которой он прожил свыше пятидесяти лет.

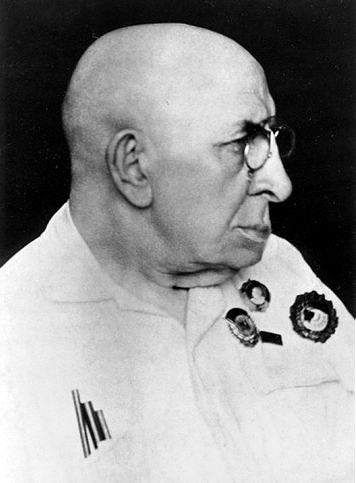
В. Р. Вильямс

### Вклад в науку
Вильямс — основатель и первый заведующий кафедрой «Основы земледелия и растениеводства» Московского института механизации и электрификации сельского хозяйства.
Основные работы посвящены развитию учения о почве. Он автор около 450 научных работ. Обосновал ведущую роль биологических факторов в почвообразовании, создал учение о малом биологическом круговороте веществ как основе развития почв, высказал идею о единстве развития неорганической и органической природы, разработал и обосновал травопольную систему земледелия. Вильямс считал, что свойством плодородия обладает лишь мелкоструктурная комковатая почва и что структура почвы — это главное условие получения хороших урожаев.
Вёл острую полемику с «минеральными» и «формально-дедуктивными» агрохимиками, под которыми подразумевались последователи Дмитрия Прянишникова. К 1937 году научная полемика трансформировалась в борьбу с «врагами народа». В результате дискуссии между Вильямсом и академиком Николаем Тулайковым о пользе применения травопольной системы земледелия, Тулайков был арестован и погиб. Однако учение Вильямса содержало ряд ошибок: отрицательное отношение к культуре озимых хлебов, пропаганда вспашки травяного поля только глубокой осенью, независимо от климатических условий; отрицание решающей роли азотного питания растений; предложение перейти на пахоту с оборотом пласта.
Ученицей Вильямса была Фаня Гельцер.

## Членство в организациях
- с 1928 года — член ВКП(б)
- с 1929 года — действительный член Академии наук Белорусской ССР
- с 1 февраля 1931 года — академик АН СССР. Отделение математических и естественных наук (почвоведение)[6]
- с 1935 года — действительный член ВАСХНИЛ
- в 1937 году избран депутатом Верховного Совета СССР

## Награды
- Орден Святого Станислава 3-й степени;
- Орден Святой Анны 3-й степени;
- Орден Святого Станислава 2-й степени;
- Орден Святой Анны 2-й степени;
- Орден Святого Владимира 4-й степени;
- Медаль «В память царствования императора Александра III»;
- Медаль «В память 300-летия царствования дома Романовых».
- Удостоен звания Героя Труда (1923).
- Награждён орденом Ленина (1935), двумя орденами Трудового Красного Знамени (1924, 1936).

## Семья
1-й брак — Мария Александровна, урожд. Луговская (1867—1923). Мария Александровна с отличием окончила Вторую Московскую гимназию и получила право быть домашней учительницей.
Дети:
- Вильямс Вера Васильевна (1891—1932), актриса и поэт.
- Вильямс, Василий Васильевич (1897—1965), химик-органик, доктор химических наук. 
  - Внучка — Мария Васильевна Вильямс также стала химиком. В 1960 году с отличием окончила Тимирязевскую академию (факультет агрохимии и почвоведения) с присвоением квалификации «ученый-агроном». Работала на кафедре агрохимии и почвоведения старшим научным сотрудником.
- Вильямс, Николай Васильевич (1899—1946), химик-органик, доктор химических наук, профессор, заведующий кафедрой органической химии МСХА в 1938—1946 годах[7][8]. Его жена — Валентина Георгиевна, урожд. Молчанова. После ареста сына покончил с собой.
  - Внук — Николай Николаевич Вильямс (1926—2006) — преподаватель математики, узник сталинских исправительно-трудовых лагерей, позже был реабилитирован, занимался правозащитной деятельностью. 3-й муж правозащитницы Людмилы Алексеевой (1927—2018)
  - Внучка — Елена Николаевна Вильямс. Ее муж — Вадим Леонидович Макаровский (1940—2013), театральный режиссер, художник.  В доме академика Вильямса, который в 1930-е гг. был передан в бессрочное пользование его семье, сейчас живут потомки Василия Робертовича — Елена Николаевна  и ее дочь, правнучка академика, Мария с семьей[9].  Праправнучки В.Р. Вильямса — Анастасия и Софья.

2-й брак — Ксения Ильинична Голенкина (г.р. 1876), почвовед, основатель коммуны в Тимирязевской сельскохозяйственной академии, дочь М.И.Голенкина. После смерти академика Вильямса Ксения Ильинична проделала большую работу по сохранению его архива. Также Ксения Ильинична заботилась о детях ученика В.Р. Вильямса — Артура Яковлевича Буша, директора почвенного музея Тимирязевской академии, репрессированного в 1937 году.
- Сестра — Софья Робертовна Вильямс, в замуж. Голицына, пианистка, ученица Н.Г. Рубинштейна. После смерти отца оставила карьеру пианистки и начала преподавать. Ее муж — Сергей Владимирович Голицын (расстр. в 1922 году). Их дочь — Лидия[10].
- Брат — Владимир Робертович Вильямс (1872—1957), химик-технолог, крупный специалист в области торфяного дела. Внес большой вклад в развитие Политехнического музея и оставил богатое музееведческое наследие в области истории науки и техники. В Политехническом музее хранятся обширный личный архив и библиотека ученого, переданные его супругой, Марией Петровной Вильямс (Финогеновой), в 1960-е годы[11][12].
  - Племянник — Вильямс, Пётр Владимирович (1902—1947) — советский живописец, график и театральный художник, главный художник Большого театра в 1941—1947 годах.

## Память
- В 1931 году был образован зерносовхоз им. В. Р. Вильямса в Ростовской области Кагальницкого района.
- В 1934 году создан Почвенно-агрономический музей имени В. Р. Вильямса
- В честь Вильямса названы улицы в Уфе, Казани, Перми, Одессе, Брянске, Туле, Могилеве, Липецке, Днепре, Киеве, Краматорске, Горловке, Бахмуте, Енакиеве, Петропавловске, Пензе, Астрахани, Омске, Алма-Ате, Шумерле. В Минске — улица и переулок. В Краснодаре назван переулок.
- В Москве на территории Тимирязевской сельскохозяйственной академии установлен памятник Вильямсу (1947, скульптор С. О. Махтин, архитектор И. А. Француз)
- В Музее землеведения МГУ (на 25 этаже Главного здания) установлен бюст В. Р. Вильямса[13].
- Бюст В. Р. Вильямса открыт в посёлке Полевой Новоаннинского района Волгоградской области в 1984 г. Автор — скульптор Алексей Евдокимович Криволапов.
- В Кишинёве, из-за того что в названии улицы Вильямса не было инициалов, а в документах муниципалитета не нашлось никаких разъяснений о его личности, повесили новые таблички на латинице с именем R. Williams. В настоящее время на этой улице остались всего лишь три старых дома.
- Имя В. Р. Вильямса присвоено Всероссийскому научно-исследовательскому институту кормов.
- Имя носил Московский институт инженеров водного хозяйства.
- Имя Вильямса носили посёлок Теректы в Карасуском районе Кустанайской области Казахстана и бывший посёлок Вильямса в Бузулукском районе Оренбургской области (прекратил существование в 1970-х гг.).
- В 2015 году Российской академией наук учреждена Золотая медаль имени В. Р. Вильямса, научная награда, присуждаемая за выдающиеся работы в области общего земледелия и кормопроизводства[14].

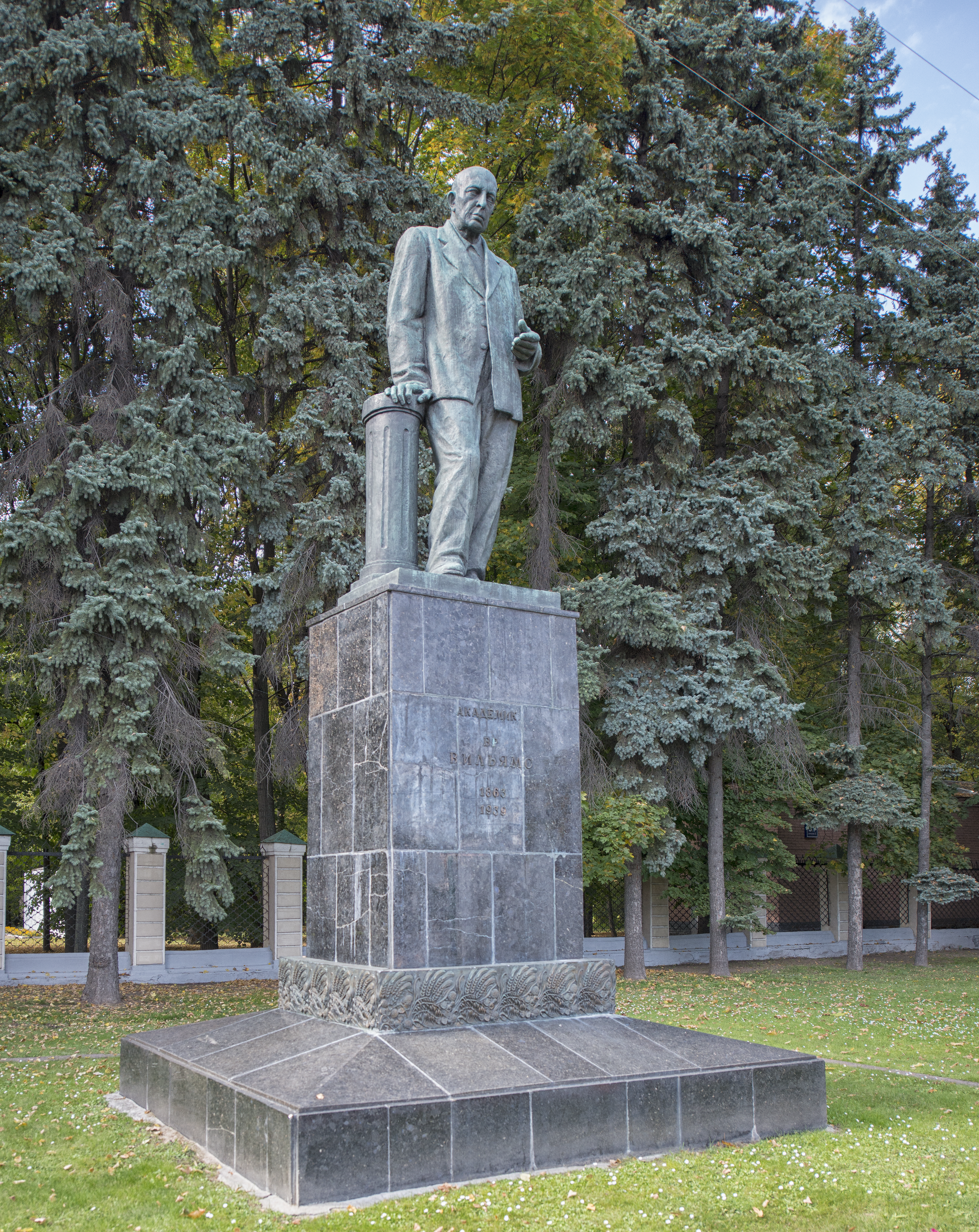
Памятник, Тимирязевская сельскохозяйственная академия
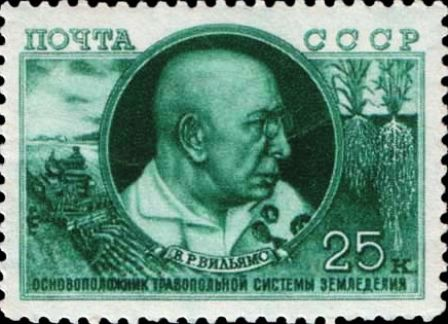
Почтовая марка СССР, 1949 год
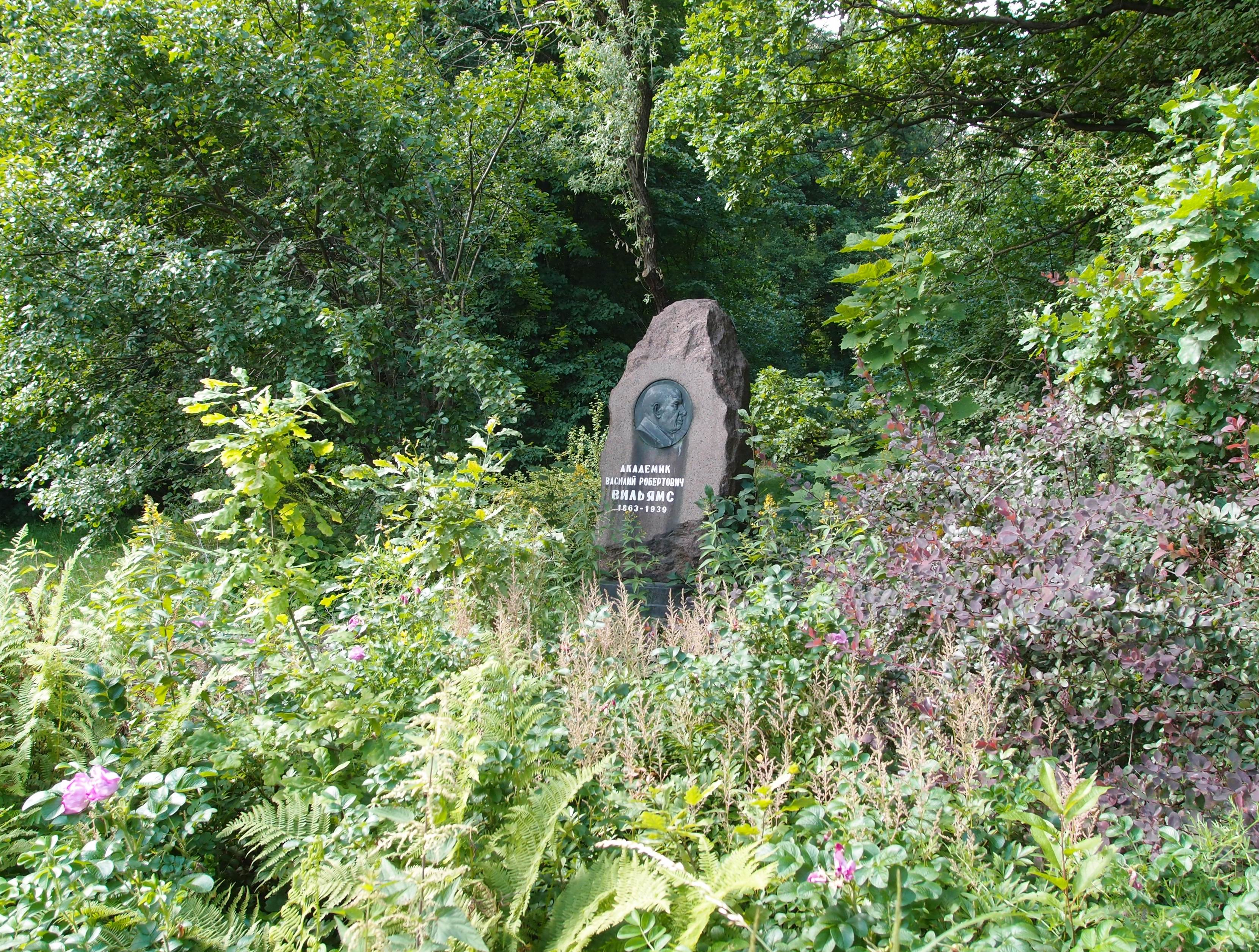
Памятник в Дендрологическом саду им. Р. И. Шредера РГАУ-МСХА

## Критика
Владимир Вернадский в 1943 году писал:

Он делал свою карьеру и как профессор оставил плохую, искажённую школу. Он даёт не точный материал, а дедуктивно выводит и в некоторых случаях резко противоречит действительности. <…> Вильямс, вступивший в партию, никак не может быть авторитетом, и я думаю будет быстро забыт.
Иван Артоболевский в воспоминаниях дал такую характеристику:

К В. Р. Вильямсу я относился и сейчас отношусь хорошо, несмотря на то, что он никогда не помогал мне, а наоборот, иногда даже вредил мне своим формализмом. Всё-таки, несмотря на все свои заблуждения в науке, он был настоящим, очень пытливым и интересным исследователем. Он умел отстаивать свои мысли очень страстно, будучи убеждённым в их правоте. Но он обладал и крупными недостатками и был очень неразборчив в средствах борьбы за свои идеи.

До революции В. Р. Вильямс считался одним из наиболее правых профессоров института. Его многие профессора и студенты считали убеждённым монархистом. Он никогда не выступал вместе с коллективом преподавателей и студентов с протестами против несправедливых и недемократичных действий Министерства и других государственных органов. В. Р. Вильямс всегда подчёркивал свою лояльность существовавшему царскому режиму. От его политических взглядов и отзывов очень страдали такие учёные, как Д. Н. Прянишников, Н. И. Вавилов, А. Г. Дояренко, А. Ф. Фортунатов и др. Как мне однажды сказал Д. Н. Прянишников, когда мы отдыхали вместе в Узком: «Вы должны знать, И. И., что В. Р. Вильямс — это предельно беспринципный человек. Он убирает со своего пути любого человека, который с ним не согласен или думает иначе». Через несколько лет после революции В. Р. Вильямс, будучи ректором Академии, настоял на разрушении храма в Разумовском — этого выдающегося архитектурного памятника.
Критические публикации:
- Соколов А. В. Заметки о химических воззрениях акад. В. Р. Вильямса // Химизация социалистического земледелия. 1938. № 2.
- Роде А. А. Письмо в редакцию журнала «Природа»: ответ академику В. Р. Вильямсу // Природа. 1939. № 6. С. 116.
- Зыков Д. А. Ошибочные положения в агрономическом учении В. Р. Вильямса в свете научного анализа Т. Д. Лысенко. Алма-Ата: Казахское государственное издательство, 1951. 28 с.
- Иванников А. В., Томилов В. П. Против апологетики В. Р. Вильямса // Земледелие. 1990. № 4. С. 24-29.